# Mario Mutsch
Mario Mutsch (Sankt Vith, 3 de setembro de 1984) é um ex-futebolista luxemburguês que atuava como volante.

## Carreira
Depois de jogar nas divisões amadoras do futebol belga (Royal Spa FC e Union La Calamine) entre 2002 e 2006, Mutsch foi para o Alemannia Aachen, porém não chegou a defender o time principal, tendo atuado apenas pela equipe B (34 partidas e 4 gols). Ele também jogou na Suíça (Aarau, Sion e St. Gallen) e no Metz (França).
Em 2017, assinou com o Progrès Niedercorn, em sua primeira experiência no futebol luxemburguês. Após 27 partidas e um gol nas 2 temporadas que defendeu o clube, Mutsch encerrou sua carreira após o término do contrato.

## Seleção Luxemburguesa
Belga de nascimento, Mutsch é convocado desde outubro de 2005 para defender a Seleção Luxemburguesa. A estreia do volante pelos D'Roud Leiwen foi contra a Rússia, pelas eliminatórias da Copa de 2006.
Em setembro de 2018, na partida contra San Marino, pela Liga das Nações da UEFA D, tornou-se o recordista de partidas por Luxemburgo, superando o ex-zagueiro Jeff Strasser (o antigo detentor do recorde, com 98 jogos). 
O último de seus 102 jogos oficiais pela seleção (e também o último da carreira) foi um amistoso contra Madagáscar, em junto de 2019. Mutsch fez 4 gols pelos De Roude Léiw (3 em amistosos e um pelas eliminatórias da Eurocopa de 2016).